# Julio Ruelas
Julio Ruelas Suárez (Zacatecas, 21 de junio de 1870 - París, 16 de septiembre de 1907) fue un artista e ilustrador mexicano de la escuela del simbolismo. 
Ruelas colaboró en la Revista Moderna, la cual es sucesora de la Revista Azul (1894-1896). Murió en París y fue enterrado en el cementerio de  Montparnasse.
Algunas de sus obras se encuentran en la Colección de Andrés Blaisten, la cual se exhibe virtualmente en el Museo Andrés Blaisten.

## Biografía

### Infancia
Su padre, Don Miguel Ruelas, fue diputado en tiempos de Benito Juárez, luego director de la Escuela Nacional de Jurisprudencia (hoy Antigua Escuela de Jurisprudencia) y, durante tres periodos seguidos, Ministro de Relaciones Exteriores en el gobierno de Porfirio Díaz. Justamente son estas actividades laborales del padre de Julio las que hacen que la familia Ruelas tenga que trasladarse a la Ciudad de México.
Casi toda la familia de Julio Ruelas tuvo inclinaciones artísticas. Mientras su padre tenía facilidad para el dibujo, sus hermanos también mostraron estas aptitudes. Su hermano Alejandro, quien también figuró como su modelo para algunas obras, dejó algunos dibujos y óleos de factura aceptable. Por su parte Aurelio y Miguel Ruelas también desarrollaron sus habilidades artísticas en algún momento de su vida. Tanto su madre, Carmen Suárez, como su padre, aprobaron la vocación que desde pequeño eligió Julio Ruelas, quien, a diferencia del resto de sus hermanos, no realizó una actividad profesional bien remunerada ni bien vista para los estándares de la época. Por su parte, la única hija del matrimonio Ruelas Suárez, Margarita (conocida por aparecer en dos retratos al óleo de su hermano Julio) se casó con un extranjero acaudalado, Pablo Alexanderson.
Ruelas tuvo una buena educación. En 1875 se trasladó con su familia a la Ciudad de México, donde por un tiempo estuvo en el Colegio Militar. Realizó sus estudios artísticos en la Real Academia de Bellas Artes de San Carlos que se completaron con una estancia académica en Karlsruhe, Alemania.

### Madurez

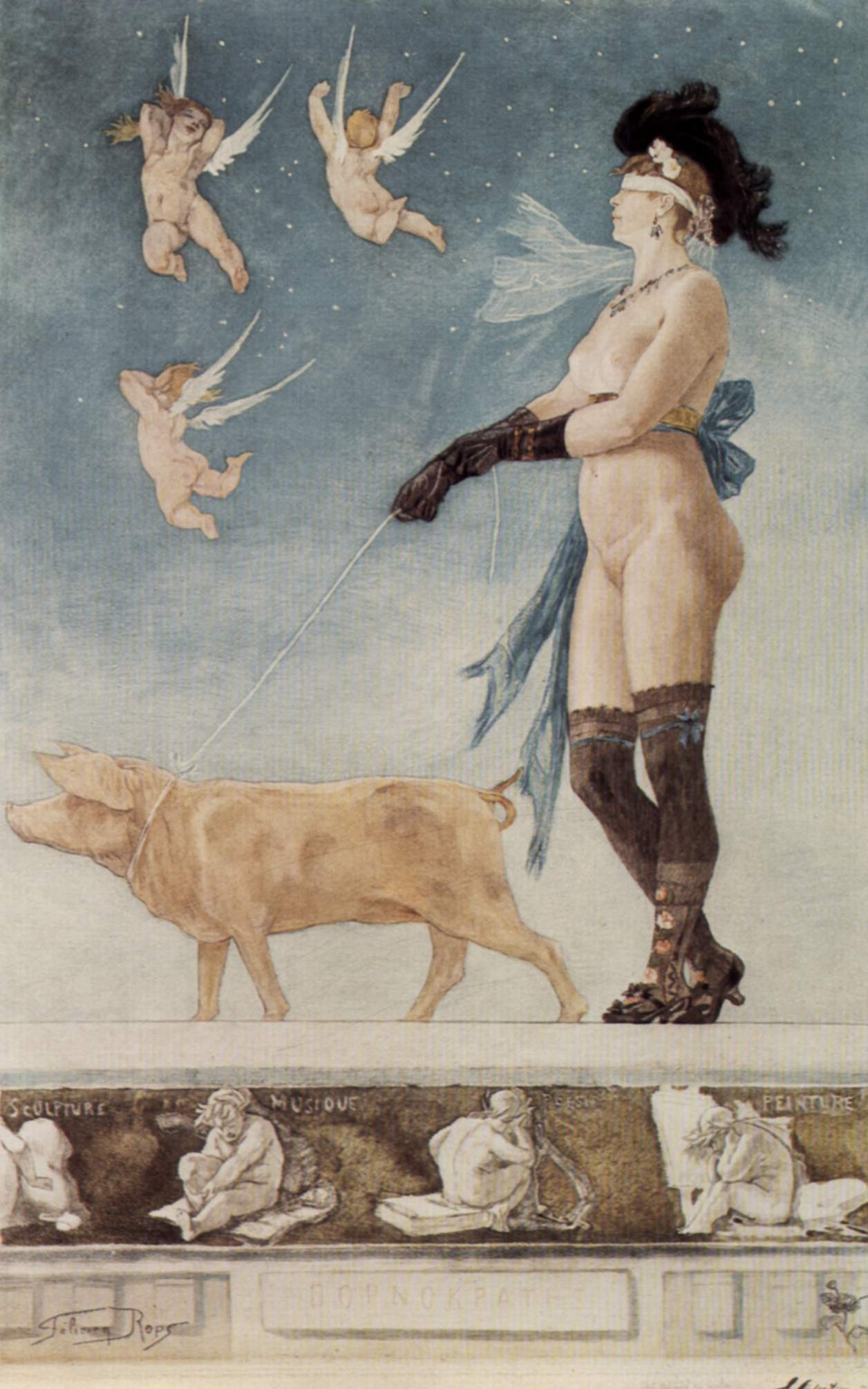
Pornocrates (1878), de Félicien Rops

Los pintores que lo influenciaron durante sus primeros tres años en sus estudios artísticos en Alemania fueron Arnold Böcklin y Félicien Rops, en sus obras al óleo se refleja su estilo satánico ilustrador. De Böcklin adoptó la paleta oscura que determina el esquema de sus retratos, y de Rops su iconografía sexual y masoquista. Estas afirmaciones podrían hacer suponer que Ruelas está en un puesto secundario en la ilustración modernista hispana, mas no es así; una original pulsión fúnebre, un regusto por el sufrimiento físico y una curiosa y cómica tendencia hacia la hibridación distinguen su personalidad gráfica. En algunos de sus temas líricos, como en La domadora, El ahorcado, La araña o El sátiro ahogado, Ruelas se ve influenciado por Böklin; sin embargo, en la forma en que despliega el cuerpo humano, también es posible advertir similitudes con Fritz Schider y Franz von Stuck.
Tras su retorno a México, en 1885, Ruelas ya poseía una técnica destacable y una consolidación artística. Asimismo, su estilo hace énfasis en los temas que de por sí lo caracterizaban como las visiones fantásticas de la realidad, que la vez estaban cargadas de crudeza. A pesar de su preparación, sigue mostrándose contrario a la academia. En su trabajo están presentes tanto las corrientes metafísicas de la época como el hedonismo intelectual propio de los artistas modernistas. Los elementos trágicos de su obra también están presentes en su vida, la eterna melancolía, la angustia de la vida.

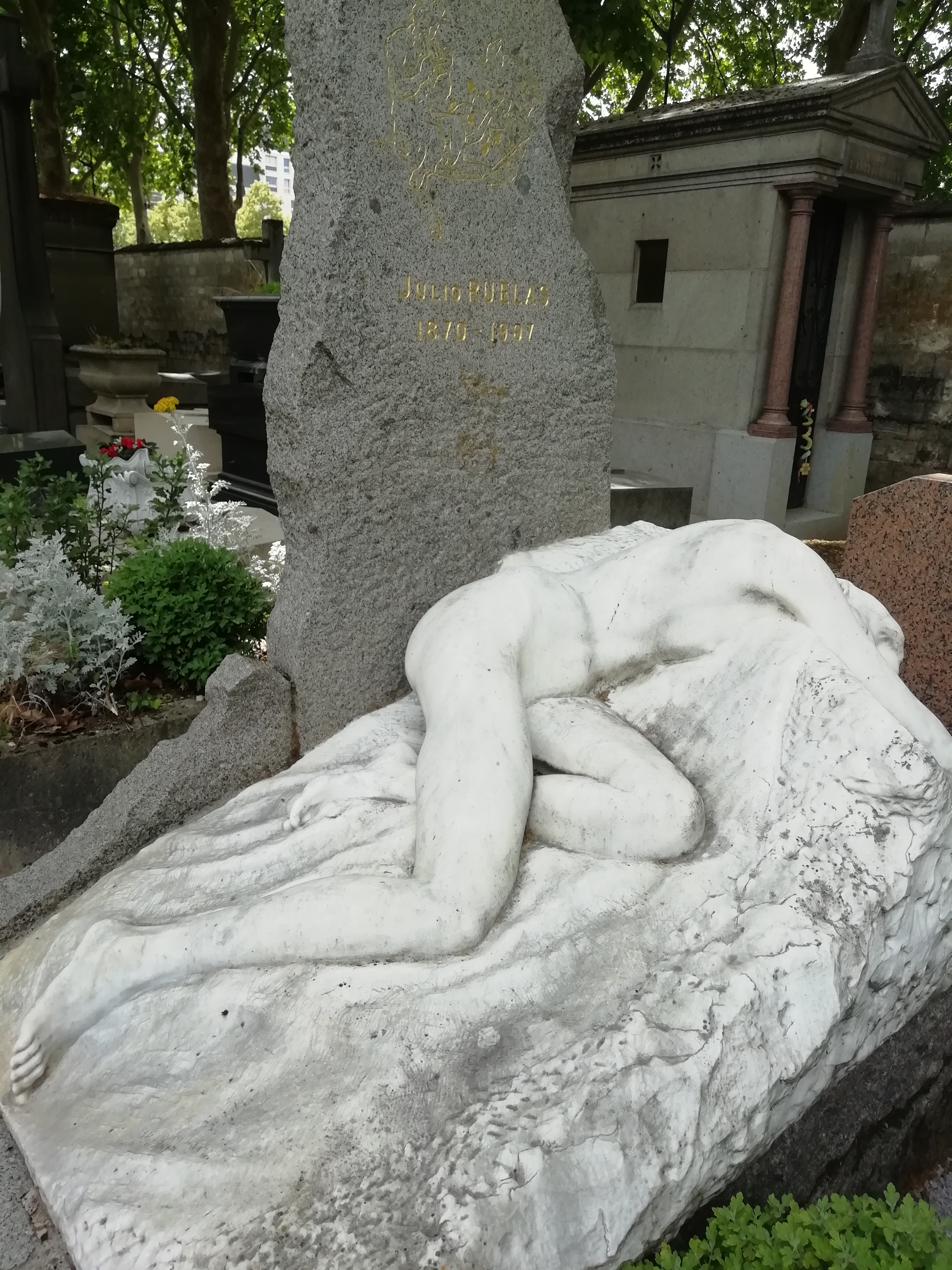
Tumba de Julio Ruelas en el Cementerio Montparnasse

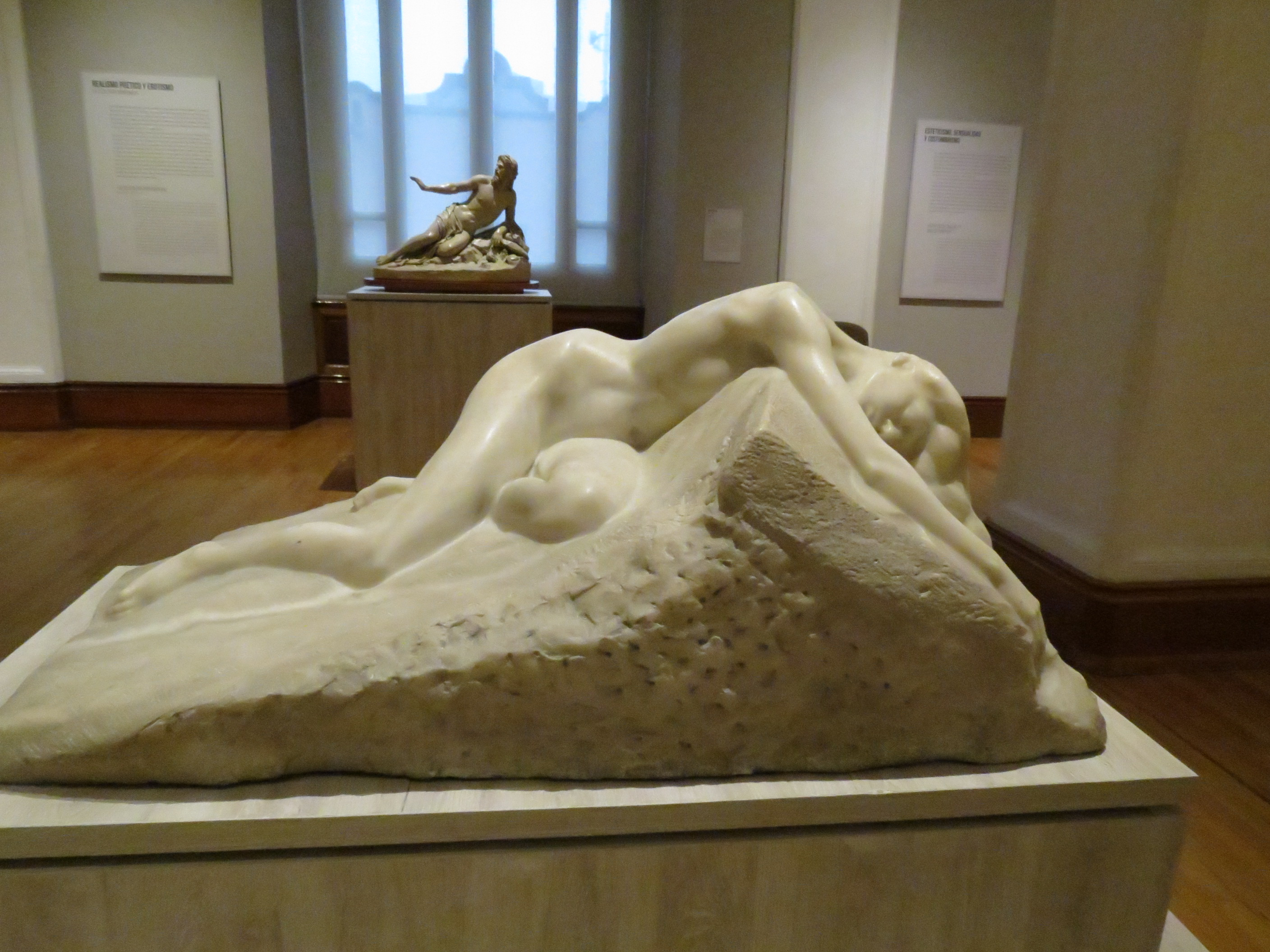
Escultura para el sepulcro de Julio Ruelas, de Arnulfo Domínguez Bello, en el Museo Nacional de Arte de la Ciudad de México.

### Muerte
Julio Ruelas falleció en París, a la edad de 37 años. Hay quienes señalan que murió de delirium tremens u otros padecimientos consecuencia de su vida extravagante; sin embargo, su familia ha certificado que la causa de su muerte fue la tuberculosis. Sus restos se encuentran en el cementerio de Montparnasse, en el barrio parisiense en el cual vivía, y del cual nunca quiso apartarse. En una carta enviada a Jesús E. Luján, señaló:

Esto no tiene remedio. Yo sé que me voy. Sólo quiero un último favor: que me sepulten en el cementerio de Montparnasse... Y si no es mucho pedir consiga usted una fosa contigua a la barda que da al boulevar, para que desde allí pueda yo descansar oyendo el taconeo de las muchachas del barrio...
Julio Ruelas

La escultura que corona su tumba fue creada por el escultor mexicano Arnulfo Domínguez Bello  y comisionada por Jesús E. Luján.

## Revista Moderna
Durante 13 años, de 1898 a 1911, la Revista Moderna fue el espacio idóneo para los artistas que se escapaban de la esfera que concentraba la Academia de San Carlos, la cual dictaba los cánones artísticos para un público reducido y selecto. Julio Ruelas encontró en esta publicación un vehículo que armonizaba con sus gustos e inquietudes estéticas. Como lo indica su nombre, la Revista Moderna fue el vehículo del movimiento modernista en México, pero su relevancia no sólo estuvo presente en el país, sino en el resto de los países de habla hispana. La revista requería de artistas que además de ilustrar sus páginas y de acompañar a los poetas simbolistas de la época, publicaran obras originales que le dieran un carácter único. Además de Ruelas, otros ilustradores de la misma fueron Germán Gedovius, Leandro Izaguirre, Roberto Montenegro, Alberto Fustes y Jorge Enciso.
Algunos de los temas que Ruelas utiliza a menudo en las ilustraciones para la Revista Moderna giraron en torno a los conflictos fundamentales del ser humano: la muerte, Dios, la magia, la sexualidad, muchas veces plasmados a través de seres mitológicos y satánicos, con un uso mordaz de la sátira y con una carga decadente. José Juan Tablada narró que desde sus tiempos de estudiante Ruelas «dibujó toda suerte de personajes grotescos [que] tenían a veces cabeza de burro, otras, testas bovinas y eran siempre semianimales y semihumanos, como los sátiros y los centauros.»
Según lo que narra Xavier Villaurrutia, Julio Ruelas no sólo fue el ilustrador de la Revista Moderna, sino de todo el modernismo mexicano. Dentro de la revista fue el ilustrador de algunos de los poetas más destacados, como José Juan Tablada, Amado Nervo, Efrén Rebolledo, Jesús E. Valenzuela, entre otros. En uno de sus cuadros más conocidos, Entrada de don Jesús Luján a la Revista Moderna, de 1904, retrató a miembros del círculo de la revista: a Jesús Luján montando un unicornio; el pintor Leandro Izaguirre como sátiro apretando un talento de dinero; a los poetas Rebolledo y Balbino Dávalos como centauros; a Urueta, como sierpe con alas de libélula; a Couto Castillo; a José Juan Tablada y a Jesús F. Contreras como aves; y a sí mismo como un fauno ahorcado. Asimismo, se podría decir que algunos de los dibujos de Ruelas fueron ilustrados por poetas modernistas, porque además dichos textos, los cuales hacían alusión a las experiencias sobrenaturales, le servían de inspiración.

La inspiración de Ruelas complácese en la sombra, en la angustia, en el tormento... Es dantesca por excelencia. Viene del Infierno, á través de Goya... Nadie como él ha sabido traducir el dolor, un dolor que eriza los cabellos, que hace pensar en un mundo fantasmagórico de suplicios.

Las creaciones atormentadas de Ruelas se retuercen sin esperanza en limbos tétricos. Sus símbolos dejan traslucir no sé qué pesadillas inenarrables.
Amado Nervo

El final de la Revista Moderna tiene que ver con el fin de una época en México, con el fin del porfirismo y el inicio de la Revolución Mexicana. La agenda política cambió, los intereses de la nación también, y junto a estos, las inquietudes estéticas. La Revista Moderna se volvió un símbolo del pasado y del régimen que llegaba a su fin.

## Obra

### Estilo artístico

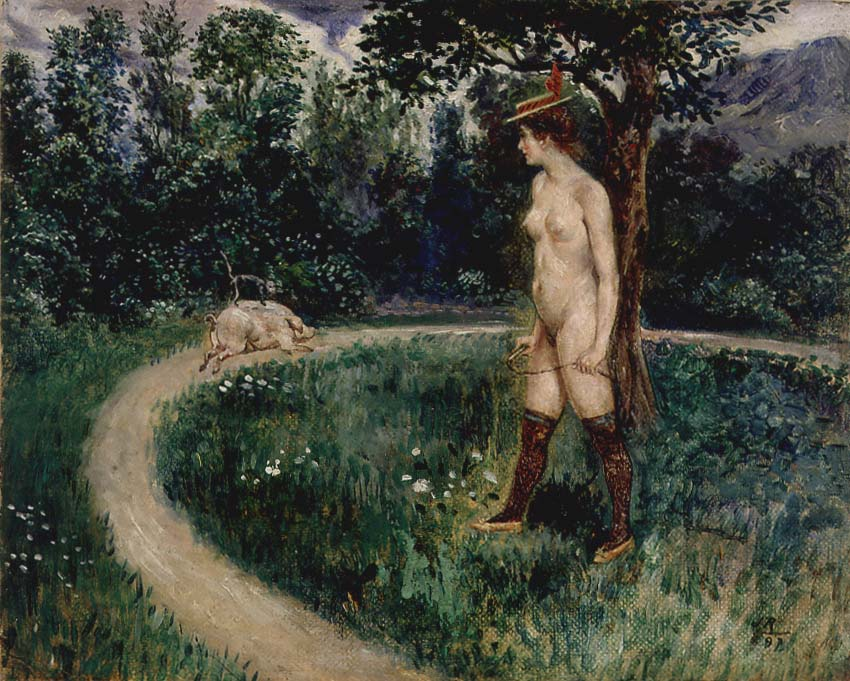
La Domadora (1897)

Según Justino Fernández, la obra de Ruelas se puede analizar desde cuatro aspectos, todos ellos integrados: el dibujante académico y naturalista, su faceta como pintor, su trabajo en la ilustración, creación de símbolos, metáforas y alegorías, y en la del grabado.
Aunque Ruelas mostró habilidad en diferentes estilos, como se aprecia en algunos de sus paisajes y naturalezas muertas, destacó sobre todo en el retrato, los cuales elaboró con técnicas, factura e iconografía diversas. En ellos se puede apreciar la precisión en el trazo, así como conocimiento del dibujo y una captación exacta de los matices que moldean a las figuras.
En algunas obras se observa a la sombría muerte que inspiró a Ruelas, y cuya lúcida calavera expresiva, presente en una obra sin título creada en 1897, ejemplifica ese leitmotiv europeo-decadentista. En su iconografía están presentes los hombres ensartados, los devorados, ahorcados, los cráneos ominoso; todos ellos elementos de una estética trascendental y arcaica que, según el historiados Jonathan Allen, es parecida a la del film español de Álex de la Iglesia, Perdita Durango.

Ruelas fue radical y dandy, porque su vasto escenario de la muerte no entorpece su capacidad de ilustrar con elegancia finisecular “El Cuervo” de Edgar Allan Poe o de producir un icono tan lúcido del veneno de la crítica, alegoría intemporal de la calumnia, que a Kafka le hubiese inspirado un cuento, ese mosquito monstruoso, medio elefante, medio mujer que se dispone a taladrar gozoso la frente despejada del hombre moderno.
Jonathan Allen

En un sentido Ruelas dinamiza patrones decadentistas y les da un giro inesperado. La elegante pornocracia de Félicien Rops, es una de las alegorías que utiliza Ruelas en La domadora (1897). Se trata de una mujer de burdel que conduce con su correa a un cerdo, el acto se transforma en una lección ecuestre. La versión de Julio Ruelas, por su parte, presenta a un cochino que corre como galgo (perro) espoleado por un mono que lo cabalga, en una suerte de hipódromo accidental. 

(…) vista como la monstruosa diosa de la degeneración, una criatura del mal que gobernaba sobre todas las terroríficas bestias con cuernos que poblaban las pesadillas sexuales de los hombres (…) una criatura guiada (…) por un verraco, el símbolo de Circe, la representación bestial de toda la maldad sexual.
Fausto Ramírez

Por otro lado, la madame que representó Rops es un ama postrada que deja hacer a los animales. Ruelas utiliza la iconografía sádico-sexual presente de forma explícita en su grabado Sokrates (1902), en el que representa a una joven dominante ama que cabalga a un anciano renqueante.

### Lista de obras
- Luz de Luna, donde el amante o marido o el mismo artista, apuñala a una joven indefensa, mientras su conciencia, le grita que desista.
- Los ahorcados, aunque se desconozca su origen, si en los aguafuertes alemanes y holandeses del diecisiete, o bien en la literatura anglo-francesa romántica, predominan víctimas femeninas. Pero su muerte hermosa descomunal, su bello cadáver inquietante, no deja de ser La Esperanza, metáfora en que una damisela es atravesada por un ancla y se balancea estéticamente mientras se desangra. Libre, escalofriante y lúgubre.
- Retrato de Francisco de Alba (1896)
- La domadora (1897), Colección Andrés Blaisten
- Retrato de Rubén Campos (1900), Colección Andrés Blaisten
- Autorretrato (1900)

## Galería

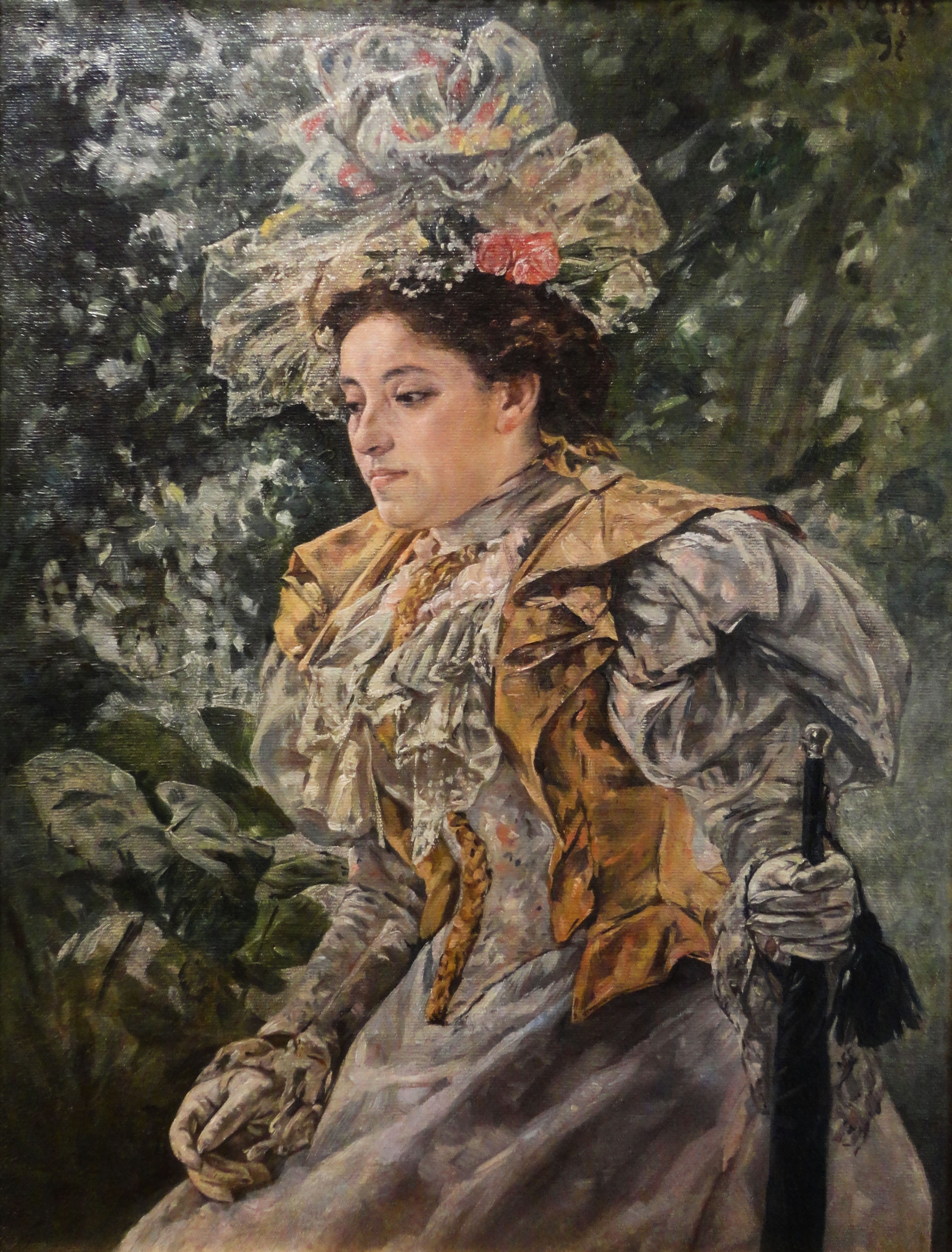
Margarita Ruelas Suárez en traje propio para salir, 1897
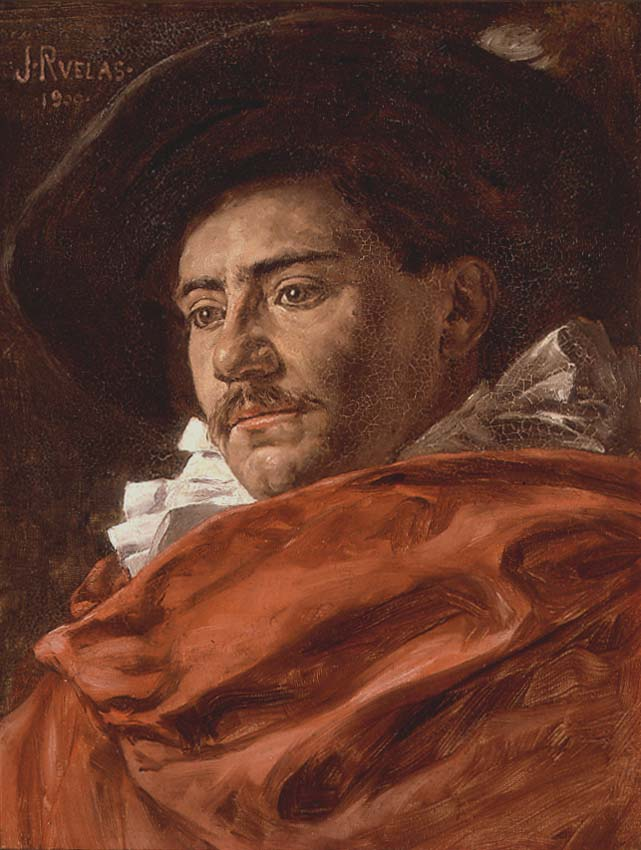
Retrato de Rubén Campos, 1900
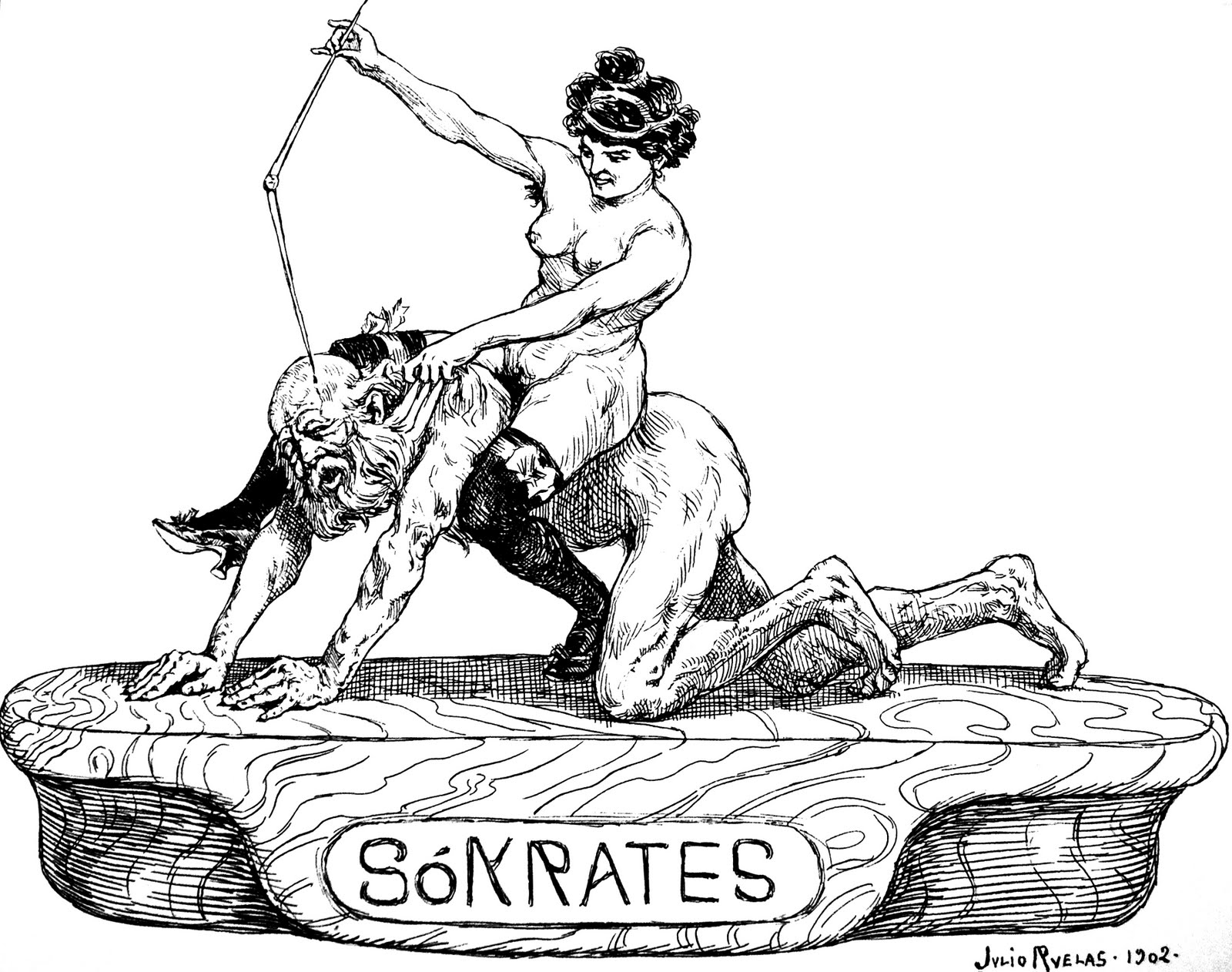
Sokrates, 1902
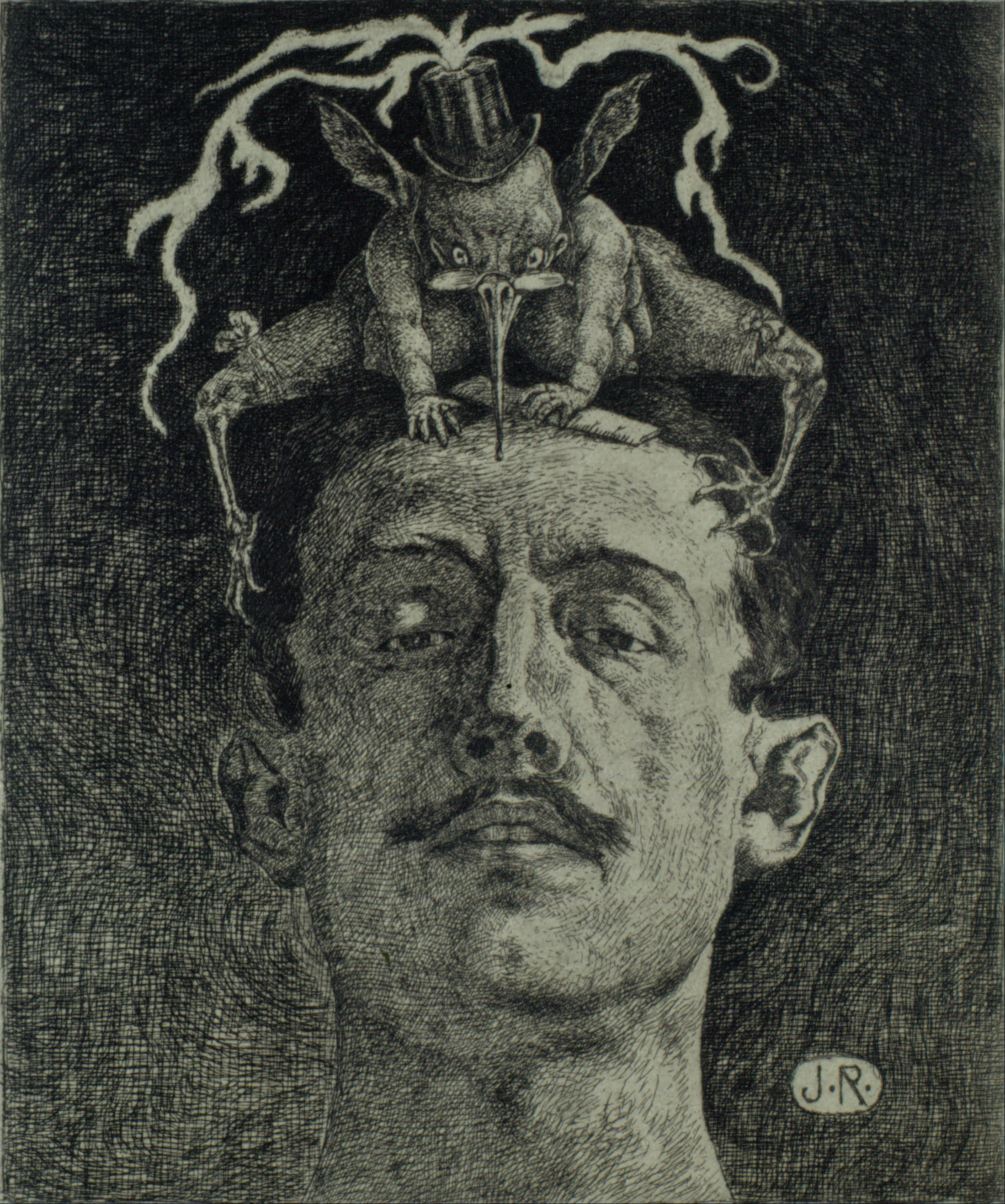
La Crítica, 1906
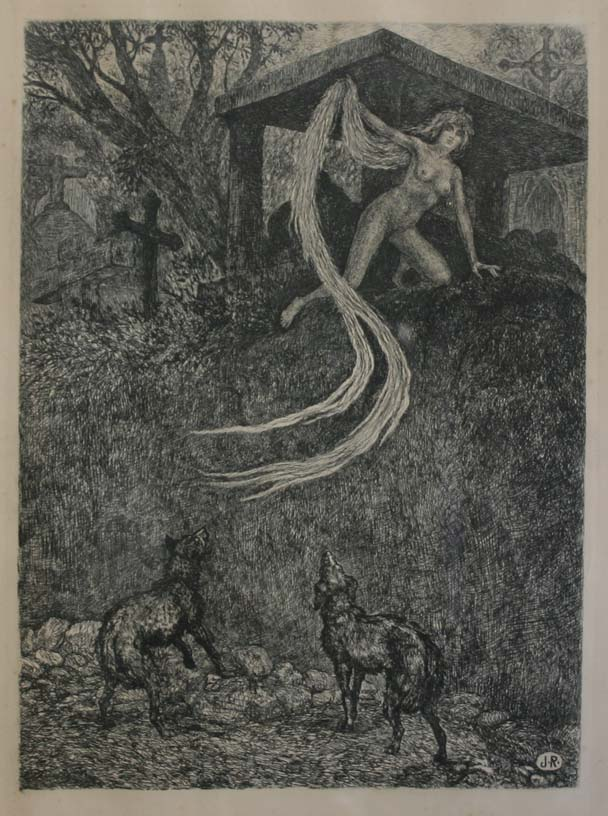
Los Fuegos Fatuos, 1907